# Ansikte

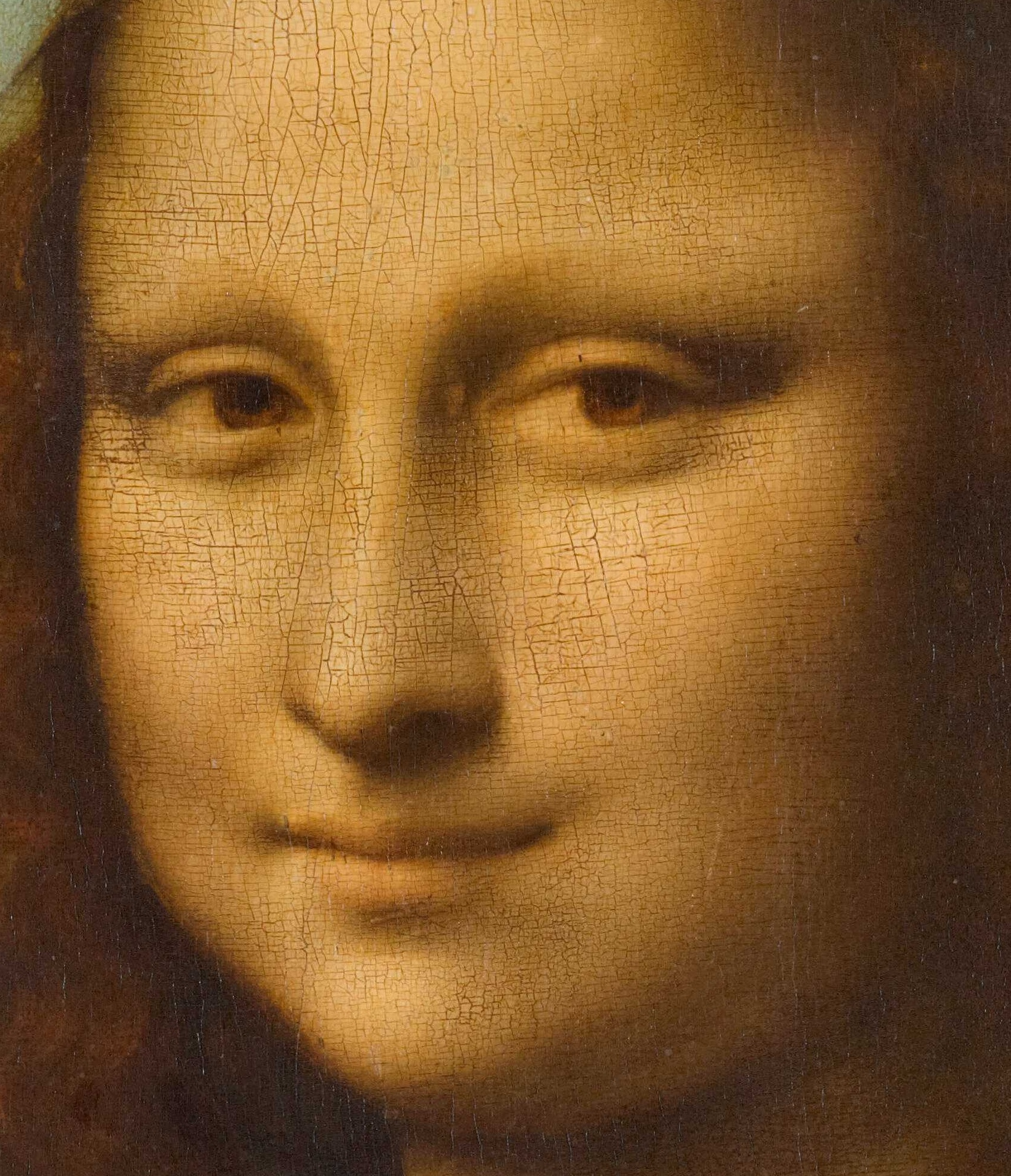
Mona Lisas ansikte.

Ansiktet är ett centralt komplex av sinnesorgan som ofta omfattar lukt, syn och smaksinne. Hos de djur som har ett ansikte är det oftast placerat på den ventrala ytan av huvudet. Begreppet används främst om människan och vad det omfattar varierar beroende på definition, men oftast ingår pannan, ögonbrynen, ögonen, näsan, kinder, mun och hakan, men definitionen kan även omfatta hår, ansiktsbehåring och öron. Ansiktsuttryck används för kommunikation, och ansiktet utgör en central aspekt av en persons utseende och identitet. Ansiktet är det viktigaste igenkänningstecknet för en individ.

## Ansiktets skelett
Ansiktets skelett består dels av pannbenet, som det delar med hjärnskålen (i strängt anatomisk betydelse tillhör pannbenet enbart den senare), dels av de egentliga ansiktsbenen: okben, överkäksben, näsben och underkäkar, vilka mellan sig innefattar de stora ansiktsöppningarna: ögonhålornas, näshålans och munhålans. Över denna ansiktets stomme, kompletterad med näsbrosk och öronbrosk, är dragen en mask av mjukdelar: muskler, nerver, kärl och hudsystem.

## Ansiktets muskler
Ansiktets muskler är dels tuggmusklerna, dels den mimiska muskulaturen. De förra, på varje sida fyra till antalet, är utvecklingshistoriskt gamla och arbetar kring käkleden mellan underkäken som rörlig och kraniet i övrigt som fast punkt. De mimiska musklerna är utvecklingshistoriskt sett ett sent förvärv och är de enda musklerna i människokroppen, som är belägna i underhudsbindvävnaden. De kan grupperas kring vardera av ansiktets öppningar i två huvudgrupper: radiärt förlöpande med uppgift att vidga, cirkulärt förlöpande med uppgift att förtränga respektive öga, mun, näsa och öra (de sistnämndas muskler hos människa är rudimentära). I allmänhet betecknar ett närmande av dragen till ansiktets mittlinje bedrövade och ett utbredande av dragen åt sidorna glättiga sinnesstämningar. Den lätthet, varmed ansiktsmimiken reagerar för sådana varierar hos olika raser och individer. Den kan vara sjukligt ökad (ansiktsspasmer) eller sjukligt minskad, t. ex. vid sömnsjuka och vissa sinnessjukdomar.

## Ansiktets nerver
Ansiktets nerver är tre: känselnerven är 5:e hjärnnerven, vars tre grenar fördelar sig på panna, överkäks- och underkäksparti (tandvärk!). Tuggmuskulaturen ombesörjes av 5:e hjärnnervens muskelgren och den mimiska muskulaturen av 7:e hjärnnerven, "ansiktsnerven", som går ut ur skallen strax under örat och förgrenar sig i ansiktet.

## Ansiktets kärlsystem
Ansiktets blodförsörjning är mycket god, varför sår blöder rikligt men också läker lätt. Av vikt är att ansiktets blodkärl genom ögonhålorna står i förbindelse med hjärnhinnornas med risk för hjärnhinneinflammation vid inflammationer i ansiktet.